# 麥肯尼山
71°40′S 160°22′E / 71.667°S 160.367°E
麥肯尼山（英語：Mount McKenny），是南極洲的山峰，位於維多利亞地的彭內爾海岸，屬於烏薩爾普山脈的一部分，處於圖古德山東南面7公里，海拔高度1,890米，美國地質調查局根據測量和美國海軍拍攝的空中照片繪入地圖，現時由南極條約體系管理。